# Afghaans voetbalelftal (vrouwen)
Het Afghaans vrouwenvoetbalelftal is een team van vrouwelijke voetballers dat Afghanistan vertegenwoordigt bij internationale wedstrijden.
FFA · A-internationals · Afghaans mannenelftal
2010 – 2021
Bangladesh ·
India ·
Iran ·
Jordanië ·
Kazachstan ·
Kirgizië ·
Malediven ·
Nepal ·
Oezbekistan ·
Pakistan ·
Qatar ·
Tadzjikistan